# Trichotanypus
Trichotanypus is een muggengeslacht uit de familie van de Dansmuggen (Chironomidae).

## Soorten
- T. alaskensis Brundin, 1966
- T. foliaceus Wirth and Sublette, 1970
- T. hanseni Wirth and Sublette, 1970
- T. mariae Wirth and Sublette, 1970
- T. posticalis (Lundbeck, 1898)